# Write Off This Episode
«Write Off This Episode» (titulado «Destruye este episodio» en Hispanoamérica y «Cancela este episodio» en España) es el decimonoveno episodio de la trigésimo cuarta temporada de la serie de televisión de animación estadounidense Los Simpson, y el 747 en total. Se emitió en los Estados Unidos en Fox el 30 de abril de 2023. El episodio fue dirigido por Matthew Nastuk y escrito por J. Stewart Burns.
En este episodio, Marge y Lisa crean una organización benéfica para limpiar la ropa de las personas sin hogar, pero Marge comienza a cambiar su propósito. Maggie Simpson no aparece en este episodio. El episodio recibió críticas mixtas.

## Trama
En casa, Homer gana una apuesta online en un partido de fútbol. Mientras lo celebra, su anillo de boda cae bajo el suelo. En el sótano de la casa, unos zorrillos le rocían. Marge limpia a Homer con una manguera y lava su ropa metiéndola en una funda de almohada con otros ingredientes. Lisa quiere utilizar este método para ayudar a los sin techo. Empiezan a repartir fundas de almohada con los ingredientes entre los desahuciados. El tejano rico los ve y quiere donarles dinero. Como no son una organización benéfica, el Tejano Rico ayuda a Marge y Lisa a montar una.
Cuando se les acaba el bicarbonato para las fundas de almohada, Lisa se marcha a buscar bicarbonato de una fuente ética. Sin Lisa, Marge continúa el trabajo sola. Bernice Hibbert ve a Marge y se ofrece a darle una oficina y patrocinadores para aumentar la publicidad de la organización benéfica, y Marge acepta. Comienza a aceptar donaciones de personas dudosas, como el Sr. Burns. Cuando Lisa regresa, se sorprende al ver en qué se ha convertido la organización benéfica.
Mientras Marge y Lisa discuten sobre el propósito de la organización benéfica, Marge decide quitarle a Lisa cualquier tipo de control. Homer ayuda a Lisa a perdonar a Marge, y Lisa decide apoyarla. En la gala de inauguración de la sede de la organización benéfica, Marge ve en qué se ha convertido la organización. Anuncia que cede el control total de la organización a Lisa. Lisa convierte inmediatamente la sede en un albergue para indigentes, lo que horroriza a los asistentes a la gala, que sólo donaban dinero para sentirse mejor.

## Producción
El título del episodio, junto con el guionista, fueron revelados por Michael Price el 4 de agosto de 2022.

## Recepción

### Audiencia
El episodio obtuvo una audiencia de 0,25 y fue visto por 0,89 millones de espectadores, siendo el segundo programa más visto de Fox esa noche.

### Respuesta de la crítica
John Schwarz de Bubbleblabber calificó el episodio con un 6,5 sobre diez. Pensó que el comentario sobre las obras de caridad podría haber sido más fuerte y que el guion podría haber estado mejor escrito. También notó que la voz de Shearer para el Sr. Burns era más débil de lo normal. Tony Sokol de Den of Geek dio al episodio 4 de 5 estrellas. Pensó que la historia se contaba enteramente a través de chistes como en las primeras temporadas. También destacó los gags visuales y pensó que la interpretación de Harry Shearer como el Sr. Burns le hacía parecer frágil.